# Блуи
«Блуи» (англ. Bluey) — австралийский мультсериал производства Ludo Studio, созданный Джо Браммом для канала ABC Kids и выпущенный в эфир 1 октября 2018 года.
В России мультсериал транслируется на канале Disney и Disney Junior. После прекращения вещания канала Disney в России 14 декабря 2022 года, мультсериал прекратил транслироваться.

## Сюжет
Мультсериал рассказывает о Блуи и её друзьях в городе Брисбен, Квинсленд, Австралия. Блуи с сестрой любят придумывать новые игры, и иногда к ним подключаются их родители, которые часто в конце серии дают им жизненный урок или Блуи с Бинго сами учатся чему-то, узнают что-то новое, параллельно играя вместе с родителями.

## Персонажи
- Блуи Хилер (англ. Bluey Heeler, озвучивает Ольга Мешкова (русский дубляж)) — протагонист сериала, 6-летняя (позже 7-летняя) собака породы австралийская пастушья собака. Она любопытна и энергична. Живёт со своей младшей сестрой Бинго, мамой и папой.
- Бинго Хилер (англ. Bingo Heeler, озвучивает Мария Хаусова (русский дубляж)) — 4-летняя (позже 5-летняя) собака породы австралийская пастушья собака красного вида, младшая сестра Блуи. Более пассивна чем её старшая сестра. Любит играть с Блуи и родителями.
- Бэндит Хилер (англ. Bandit Heeler, озвучивает Дэвид Маккормак (оригинал)[1]; Александр Поляков (русский дубляж)) — пёс породы австралийский пастуший пёс, отец Блуи и Бинго. Часто принимает участие в играх со своими дочками, хоть иногда не все ему они нравятся. Работает археологом.
- Чили Хилер (англ. Chilli Heeler, озвучивает Мелани Занетти (оригинал)[2]; Алёна Андронова (русский дубляж)) — собака породы австралийская пастушья собака красного вида, мать Блуи и Бинго. Работает в службе безопасности аэропорта. Любит играть в игры со своей семьёй.
- Маффин Хилер (англ. Muffin Heeler, озвучивает Марфа Иванова (русский дубляж) и Егор Евдокимов (русский дубляж, серия 6-9)) — 3-летняя белая собака породы австралийская пастушья собака, двоюродная сестра Блуи и Бинго. Бывает эгоистичной и вспыльчивой. Часто ходит в гости к своим двоюродным сёстрам.
- Сокс Хилер (англ. Socks Heeler, озвучивает Егор Евдокимов (русский дубляж)) — 1-летняя собака породы австралийская пастушья собака, двоюродная сестра Блуи и Бинго и сестра Маффин. Раньше передвигалась на четвереньках, но со временем стала ходить как и все.
- Хлоя (англ. Chloe, озвучивает Ольга Мешкова (русский дубляж)) — добрая далматская собака, лучшая подруга Блуи.
- Лаки (англ. Lucky, озвучивает Егор Евдокимов (русский дубляж)) — энергичный золотой пёс породы лабрадор-ретривер, друг и сосед Блуи.
- Хани (англ. Honey, озвучивает Ольга Мешкова (русский дубляж)) — вдумчивая собака породы бигль, носит очки.
- Маккензи (англ. Mackenzie, озвучивает Тимофей Мешков (русский дубляж)) — авантюрный пёс породы бордер-колли из Новой Зеландии, друг Блуи.
- Коко (англ. Coco, озвучивает Марфа Иванова (русский дубляж)) — розовая пудель, подруга Блуи.
- Сникерс (англ. Snickers, озвучивает Егор Евдокимов (русский дубляж)) — пёс породы такса, друг Блуи.
- Расти (англ. Rusty, озвучивает Егор Евдокимов (русский дубляж)) — пёс породы австралийский келпи, лучший друг Джека.
- Инди (англ. Indy, озвучивает Ольга Мешкова (русский дубляж)) — собака породы афганская борзая.
- Уинтон (англ. Winton, озвучивает Тимофей Мешков (русский дубляж)) — пёс породы английский бульдог, друг Блуи.
- Бадди (англ. Buddy) — пёс породы мопс.
- Джудо (англ. Judo, озвучивает Тимофей Мешков (русский дубляж)) — серая собака породы чау-чау, живёт по соседству с Блуи.
- Джек Рассел (англ. Jack Russell) — щенок породы джек-рассел-терьер, страдает СДВГ, лучший друг Расти.
- Лила (англ. Lila) — щенок породы мальтийская болонка, лучшая подруга Бинго.
- Пом Пом (англ. Pom Pom) — робкая белая щенок породы померанский шпиц, подруга Блуи и Бинго.
- Дядя Страйп (англ. Uncle Stripe Heeler, озвучивает Дэн Брамм (оригинал)[3]; Александр Поляков (русский дубляж)) — самый младший брат Бэндита и дяди Рэдли, отец Маффин и Сокс, также дядя Блуи и Бинго.
- Тётя Трикси (англ. Aunt Trixie Heeler, озвучивает Миф Уорхерст (оригинал)[4]; Алёна Андронова (русский дубляж)) — жена дяди Страйпа, мать Маффин и Сокс.
- Миссис Ретривер (англ. Mrs. Retriever, озвучивает Энн Керр (оригинал); Алёна Андронова (русский дубляж)) — собака породы золотистый ретривер.
- Калипсо (англ. Calypso, озвучивает Меган Вашингтон (оригинал)[4]; Алёна Андронова (русский дубляж)) — собака породы австралийская овчарка, учительница Блуи, добрая и заботливая.
- Крис Хилер / Нана (англ. Chris Heeler / Nana, озвучивает Крис Брамм (оригинал)[5]) — мать Бэндита, Страйпа и Рэдли, бабушка Блуи и Бинго, также Маффин и Сокс. На пенсии, живёт в Даунтауне Лос-Анджелеса.
- Боб Хилер (англ. Bob Heeler, озвучивает Ян Макфадьен (оригинал)) — отец Бэндита, Страйпа и Рэдли, дедушка Блуи и Бинго, также Маффин и Сокс.
- Рэдли Хилер (англ. Radley Heeler, озвучивает Патрик Браммелл (оригинал)) — старший брат Бэндита и дяди Страйпа, дядя Блуи, Бинго, также Маффин и Сокс. Работает на нефтяной вышке.
- Морт (англ. Mort, озвучивает Лори Ньюман (оригинал)) — отец Чили и Бренди, дедушка Блуи и Бинго. Воевал во Вьетнаме.
- Бренди (англ. Brandy Cattle, озвучивает Роуз Бирн (оригинал)) — старшая сестра Чили, тётя Блуи и Бинго.
- Сёрфер (англ. Surfer, озвучивает Лейн Бичли (оригинал)[4]; Алёна Андронова (русский дубляж)) — собака породы шелти.
- Алфи (англ. Alfie, озвучивает Роберт Ирвин (оригинал)[6]) — собака породы динго, работник в супермаркете.

## Производство

### Концепция

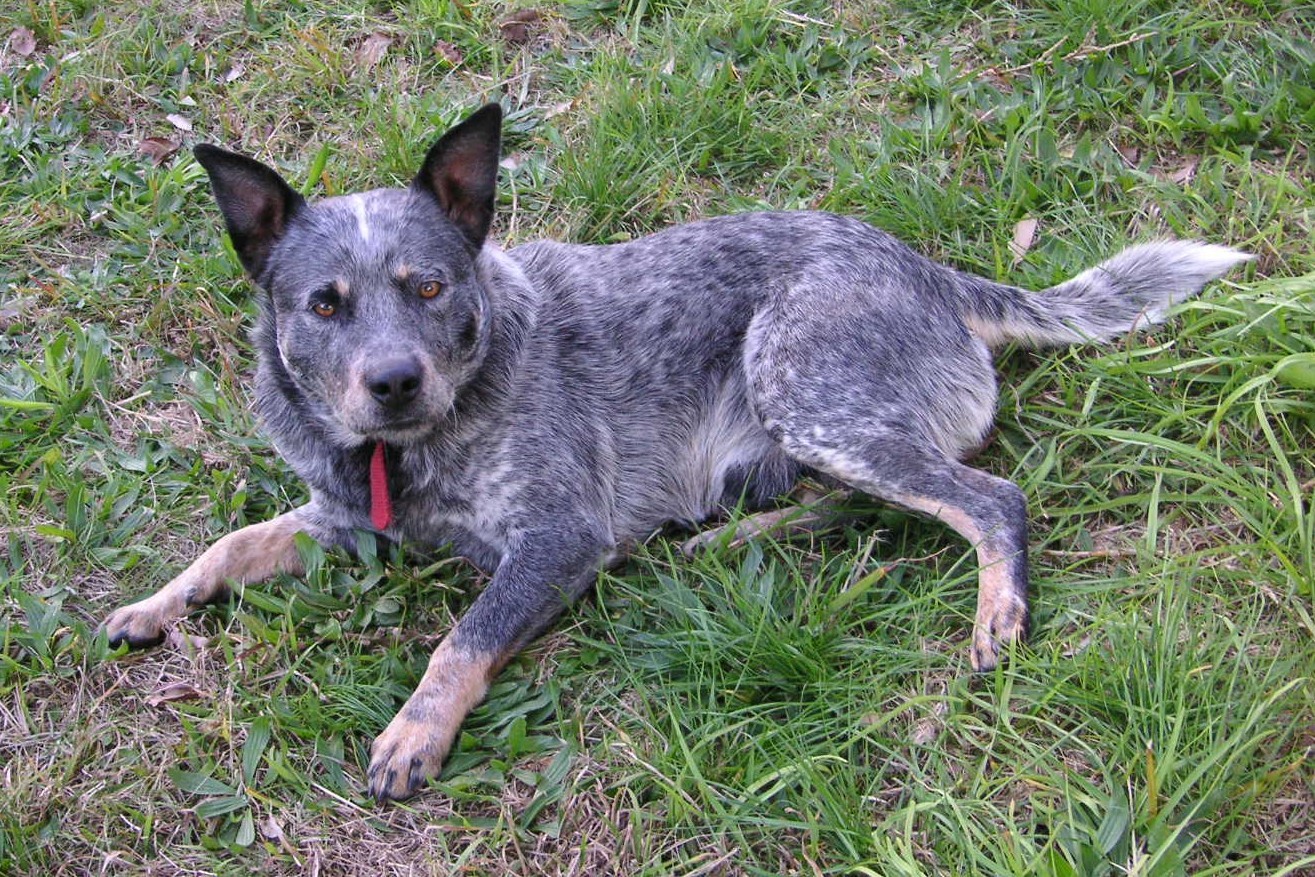
Австралийская пастушья собака, известная как «Голубой хилер», на которую похож персонаж Блуи.

В июле 2017 года ABC и BBC заказали пилотную серию Блуи как новый мультсериал для детей дошкольного возраста, который будет делать продюсерская компания Ludo Studio в штате Квинсленд. Производство получило финансирование от Screen USA и Screen Queensland, а действие сериала основано на уникальном субтропическом климате Квинсленда. Сериал, созданный Джо Браммом, был вдохновлён его опытом воспитания двух дочерей. Брамм хотел изобразить важность участия детей в творческих играх, создав главного героя Блуи в образе пастушьей собаки, чтобы придать сериалу американский голос. Брамм ранее работал над детскими шоу в Калифорнии в качестве аниматора-фрилансера и решил создать Блуи как копию мультсериала «Свинка Пеппа» для австралийской аудитории. Он Брамм придумал эту идею самостоятельно в 2016 году и вместе с небольшой командой в свободное время выпустил одноминутный пилотный проект в своей компании Studio Joho. Брамм обратился к Ludo Studio с просьбой разработать сериал; соучредители Чарли Аспинволл и Дейли Пирсон представили пилотный проект на таких конференциях, как MIPCOM во Франции. Брамм заявил, что пилотный серия проекта содержал некоторые «опасные» модели поведения персонажей, которые привлекли внимание руководителей студии; в том числе когда Бэндит небезопасно толкал Блуи на качелях. Пирсон сказал, что было сложно продвигать сериал, поскольку он не был концептуальным; а скорее «просто шоу о семье и играх».
Студия разработала пятиминутный пилот, который был представлен на Азиатском анимационном саммите в Брисбене в 2016 году и поэтому был замечен руководителями ABC и BBC. Майкл Кэррингтон из ABC просмотрел презентацию и обеспечил студии финансирование в размере 20 000 долларов для создания усовершенствованного семиминутного пилотного проекта Новый пилотный проект был представлен на Азиатском анимационном саммите в 2017 году. Обе сети официально заказали 52 семиминутных эпизода Блуи, при этом BBC инвестировала 30 процентов финансирования и приобрела глобальные права на распространение и мерчендайзинг.Сериал был полностью создан Австралии, в штате Квинсленд местной командой, многие из которых были начинающими аниматорами из Брисбена . Премьера шоу была объявлена в Австралии на канале ABC Kids, а затем в Калифорнии на канале CBeebies.

### Сценарий
«В Блуи нет счета, нет обучения тому или иному… просто покажите им, как они играют. Цель — показать родителям, что дети не просто бездельничают. Они учатся играть, учатся делиться… и в общем, ты можешь просто поднять ноги и позволить им сделать это».
— Джо Брамм)
Истории, представленные в Блуи, изображают Блуи и Бинго, участвующих в творческой игре. Брамм хотел показать, что самостоятельная и неструктурированная игра естественным образом формирует детей и позволяет им развиваться.Он консультировался с исследованиями, основанными на социально-драматических играх, читая работы Сары Смилански и Вивиан Пейли, которые обе имели опыт работы в сфере дошкольного образования. В эпизодах родители показаны как проводники для своих детей, которые позволяют им самостоятельно исследовать свое ближайшее окружение, давая им возможность практиковать роли взрослых. Брамм черпал вдохновение для сценариев из своего собственного опыта наблюдения за игрой своих дочерей, что, по его словам, было для них «так же естественно, как дыхание». Сценарии программы показывают, как дети могут использовать игровой процесс для извлечения уроков и интеграции мира взрослых в свой собственный; Брамм заметил, как его дети воссоздают такие взаимодействия, как визиты к врачу, посредством ролевых игр. Пирсон заявил, что игровой процесс представляет собой первый детский опыт сотрудничества, сотрудничества, ответственности и таких эмоций, как ревность. Брамм обнаружил важность игрового обучения после того, как его дочь боролась с формальным образованием, что заставило его исключить элементы грамотности и счета в Bluey и сосредоточиться на изображении жизненных навыков. Брамм заявил, что он хотел, чтобы сериал отражал его родительский опыт, а не стремился к тому, чтобы детей чему-то явно учили. Его творческие цели заключались в том, чтобы рассмешить детей и показать родителям, чему дети могут научиться во время игры.
Каждый из персонажей Блуи представляет определенную породу собак, некоторые из которых взяты из личной жизни Брумма. В детстве у Брумма был синий хилер по имени Блюи, а также далматинец по имени Хлоя и австралийский красный келпи по имени Расти, на котором Брамм изначально основывал шоу на ранней стадии разработки. Бэндит основан на Синем Хилере, принадлежащем другу его отца. Карьера Бандита как археолога была вдохновлена старшим братом Брамма Адамом. Брамм пишет большинство сценариев эпизодов: Аспинуолл называет сериал «наблюдательным» шоу, изображающим семейную жизнь Брумма, а продюсер Сэм Мур описывает его как «жизнь [Брамма] на экране»; На момент создания пилотной серии дочерям Брамма было от четырех до шести лет, как Блуи и Бинго. Процесс письма Брамма иногда начинается с заметок об опыте его семьи; включая игры, в которые играют его дети, и конфликт, который возникает между ними. По этой причине Брамм назвал этот процесс вызовом для других авторов сериала. Мур заявил, что, помимо Брумма, над сериалом уже работают несколько писателей, в основном аниматоры. Мультсериал был задуман как возможность совместного просмотра для родителей и их детей. Брамм описал процесс написания каждой серии как «шанс снять свой короткометражный фильм». Конфликт и юмор в каждых эпизодах проистекают из отношений Бэндита с его дочерьми. Пирсон описал Блуи как «грубую и неуклюжую», причем и она, и Бинго, как считается, ниспровергают стереотипы женских персонажей, но имеют характеристики настоящих щенков. Это привело к тому, что неосведомленные зрители задавались вопросом, мальчики это персонажи или девочки. Пирсон считает, что решение Блуи и Бинго стать девочками напоминает настоящие семьи Брамма, Аспинуолла и МакКормака. Что касается юмора в сериале, Брамм заявил, что в сериале много физической активности и «безумия».

### Раскадровки и анимация
Блуи анимируется на студии Ludo Studio в Нью-Йорке, в долине Бруклин, где над мультсериалом работают около 50 человек. Коста Кассаб является одним из арт-директоров сериала, которому приписывают рисование локаций сериала, основанных на реальных местах Нью-Йорка, включая парки и торговые центры. В сериале представлены такие места, как торговый центр Queen Street и Саут-Бэнк, а также такие достопримечательности, как Большой пеликан на реке Миссури. Брамм определяет конкретные места, которые должны быть включены. Пост-продакшн сериала происходит в Бруклине. Студия одновременно разрабатывает около пятнадцати эпизодов сериала на разных этапах производства. После того, как идеи истории задуманы, процесс написания сценария занимает до двух месяцев. Затем художники раскадривают эпизоды, которые в течение трех недель создают от 500 до 800 рисунков, сверяясь со сценарием сценариста. После завершения раскадровки создается черно-белый аниматик, к которому добавляется диалог, записанный самостоятельно художниками по озвучке. Затем над эпизодами в течение четырех недель работают аниматоры, художники по фону, дизайнеры и команды верстщиков. В пятницу вся производственная группа просматривает почти законченную серию «Блуи». Пирсон заявил, что со временем просмотры превратились в тестовые показы, на которые участники съемочной группы приводили на просмотр эпизода свою семью, друзей и детей. Полный процесс производства эпизода занимает три-четыре месяца. Мур охарактеризовал цветовую палитру серяла как «очень яркую пастель».
Во время карантина, вызванного пандемией COVID-19, производственному персоналу из 50 человек пришлось работать над эпизодами удаленно, из дома. Над сериалом на студии осталась работать скелетная команда из трех человек. После ослабления ограничений в мае это число увеличилось до десяти, а затем и до 20 человек.

### Кастинг
В сериале Дэвид МакКормак из группы Custard озвучивает отца Блуи, Бэндита. Первоначально ему предложили прочитать то, что, как он предполагал, будет всего «парой строк», но в итоге он озвучил Бэндита для всего пилота. МакКормак удаленно озвучивает сериал в Сиднее, а затем отправляет его продюсерской компании в Брисбене. Он заявил, что не слышит других актеров озвучивания и не просматривает кадры во время записи, а также не меняет свой голос для создания диалогов Бэндита. Мелани Занетти озвучивает мать Блуи, Чили; она заинтересовалась сериалом после прочтения сценария пилота. Мать Брамма, Кристин Брамм, озвучивает Нану Хилер, а его младший брат Дэн Брамм озвучивает дядю Страйпа, а также он работает звукорежиссером в сериале. Детские персонажи сериала, в том числе Блуи и Бинго, озвучены некоторыми детьми из съемочной группы мультсериала.

### Будущее сериала
Производство третьего сезона завершилось в апреле 2022 года. В июле 2023 года Пирсон заявил, что продюсерская группа взяла небольшой перерыв в создании серий. Он отрицал, что мультсериал завершится после третьего сезона, но пояснил, что в ближайшем будущем планов на четвертый сезон нет. Коллекция шортцов была выпущена до перерыва в производстве.

## Темы
Центральная тема сериала - влияние поддерживающей семьи; это отражено в отношениях между Блуи, Бинго, Бэндитом и Чили.

## Список серий

### 1 сезон
1. Волшебный ксилофон (англ. Magic Xylophone)
2. Больница (англ. Hospital)
3. Удержи шарик (англ. Keepy Uppy)
4. Папа-робот (англ. Daddy Robot)
5. Страна теней (англ. Shadowlands)
6. Выходной (англ. The Weekend)
7. Барбекю (англ. BBQ)
8. Летучая мышь (англ. Fruitbat)
9. Лошадки (англ. Horsey Ride)
10. Отель (англ. Hotel)
11. Велосипед (англ. Bike)
12. Билби Боб (англ. Bob Bilby)
13. Игра в шпионов (англ. Spy Game)
14. На вынос (англ. Takeaway)
15. Бабочки (англ. Butterflies)
16. Мяч для йоги (англ. Yoga Ball)
17. Калипсо (англ. Calypso)
18. Доктор (англ. The Doctor)
19. Клешня (англ. The Claw)
20. Рынок (англ. Markets)
21. Голубые горы (англ. Blue Mountains)
22. Бассейн (англ. The Pool)
23. Магазины (англ. Shops)
24. Поездка на повозке (англ. Wagon Ride)
25. Такси (англ. Taxi)
26. Пляж (англ. The Beach)
27. Пираты (англ. Pirates)
28. Бабушки (англ. Grannies)
29. Ручей (англ. The Creek)
30. Феи (англ. Fairies)
31. Работа (англ. Work)
32. Бампи и старый мудрый Волкодав (англ. Bumpy and the Wise Old Wolfhound)
33. Батут (англ. Trampoline)
34. Свалка (англ. The Dump)
35. Зоопарк (англ. Zoo)
36. Пешие туристы (англ. Backpackers)
37. Преключение (англ. The Adventure)
38. Подражатель (англ. Copycat)
39. Ночёвка (англ. The Sleepover)
40. Ранний ребёнок (англ. Early Baby)
41. Мамы и папы (англ. Mums and Dads)
42. Прятки (англ. Hide and Seek)
43. Поход (англ. Camping)
44. Гора МАМАПАПА (англ. Mount Mumandad)
45. Дети (англ. Kids)
46. Цыпокрыс (англ. Chickenrat)
47. Соседи (англ. Neighbours)
48. Подразнивание (англ. Teasing)
49. Спаржа (англ. Asparagus)
50. Шон (англ. Shaun)
51. Папа укладывает спать (англ. Daddy Putdown)
52. Санта с веранды (англ. Verandah Santa)

### 2 сезон
1. Танцевальный режим (англ. Dance Mod)
2. Hammerbarn
3. Волшебное перо (англ. Featherwand)
4. Сквош (англ. Squash)
5. Парикмахеры (англ. Hairdressers)
6. День-пень (англ. Stumpfest)
7. Что понравилось? (англ. Favourite Thing)
8. Поездка с папой (англ. Daddy Dropoff)
9. Бинго (англ. Bingo)
10. Остров ковра (англ. Rug Island)
11. Шарады (англ. Charades)
12. Липкий геккон (англ. Sticky Gecko)
13. Dad Baby
14. Школа мам (англ. Mum School)
15. Поезда (англ. Trains)
16. Армия (англ. Army)
17. Модный ресторан (англ. Fancy Restaurant)
18. На спине (англ. Piggyback)
19. Шоу (англ. The Show)
20. Щекочущие крабы (англ. Tickle Crabs)
21. Побег (англ. Escape)
22. Автобус (англ. Bus)
23. Королевы (англ. Queens)
24. Упаковка (англ. Flat Pack)
25. Вертолёт (англ. Helicopter)
26. Пора спать (англ. Sleepytime)
27. Дедушка (англ. Grandad)
28. Качели (англ. Seesaw)
29. Фильмы (англ. Movies)
30. Библиотека (англ. Library)
31. Лодочки (англ. Barky Boats)
32. Магазин бургеров (англ. Burger Shop)
33. Цирк (англ. Circus)
34. Школа плавания (англ. Swim School)
35. Кафе (англ. Café)
36. Почтальон и «Пол-это лава» (англ. Postman (Postman and Ground's Lava))
37. Молчанка (англ. The Quiet Game)
38. Мистер обезьяна (англ. Mr Monkeyjocks)
39. Две няни (англ. Double Babysitter)
40. Плохое настроение (англ. Bad Mood)
41. Осьминог (англ. Octopus)
42. Ночь бака (англ. Bin Night)
43. Конус Маффин (англ. Muffin Con)
44. Торт-Утка (англ. Duck Cake)
45. Стойка на лапах (англ. Handstand)
46. Поездка (англ. Road Trip)
47. Мороженое (англ. Ice Cream)
48. Тубзик (англ. Dunny)
49. Пишущая машинка (англ. Typewriter)
50. Детская гонка (англ. Baby Race)
51. Christmas Swim
52. Пасха (англ. Easter)

### 3 сезон
1. Идеально (англ. Perfect)
2. Спальня (англ. Bedroom)
3. Полоса препятствий (англ. Obstacle Course)
4. Обещания (англ. Promises)
5. Омлет (англ. Omelette)
6. Вчера родился (англ. Born Yesterday)
7. Мини-Блуи (англ. Mini Bluey)
8. Единорожка (англ. Unicorse)
9. Квест карри (англ. Curry Quest)
10. Магия (англ. Magic)
11. Шахты (англ. Chest)
12. Пёс-овечка (англ. Sheepdog)
13. Работа по дому (англ. Housework)
14. Передай посылку (англ. Pass the Parcel)
15. Исследователи (англ. Explorers)
16. Телефоны (англ. Phones)
17. Торт Павлова (англ. Pavlova)
18. Дождь (англ. Rain)
19. Пиццерия (англ. Pizza Girls)
20. Вождение (англ. Driving)
21. Тина (англ. Tina)
22. Наблюдение за китами (англ. Whale Watching)
23. Family Meeting
24. Видеозвонок (англ. Faceytalk)
25. Кукла (англ. Ragdoll)
26. Сказка (англ. Fairytale)
27. Музыкальные статуи (англ. Musical Statues)
28. Stories
29. Puppets
30. Turtleboy
31. Комбинезоны (англ. Onesies)
32. Рабочие (англ. Tradies)
33. Бабушкин мобиль (англ. Granny Mobile)
34. Space
35. Smoochy Kiss
36. Dirt
37. The Decider
38. Хижина (англ. Cubby)
39. Exercise
40. Relax
41. Stickbird
42. Show and Tell
43. Dragon
44. Wild Girls
45. TV Shop
46. Slide
47. Cricket
48. Ghostbucket
49. The Sign
50. Surprise!

## Критика и отзывы
В целом мультсериал получил положительные отзывы у критиков.
Эмили Эшби из Common Sense Media поставила мультсериалу 4 балла из 5.
Читатели родительского блога The New York Time's назвали Блуи своим любимым детским шоу, посчитав его как очень умное и наполнено реализмом.
Мультсериал получил похвалу за положительное родительство и положительные отзывы о Бэндите как отца, хваля его за терпеливый характер и готовность играть со своими детьми.
Журналисты «The Guardian» отметили как шоу показывает важность игры в развитии детей.
Блуи получил высокую аудиторию на ABC Kids, став самой просматриваемой программой всех каналов телевидения Австралии в 2018 и 2019 годах.
В 2019 году шоу стало самой просматриваемой программой благодаря time shifting.

## Награды и номинации
| Награда | Год  | Получатели и номинанты | Категория                | Результат | Ист.   |
| ------- | ---- | ---------------------- | ------------------------ | --------- | ------ |
| AACTA   | 2019 | «Блуи»                 | Лучшая детская программа | Победа    | [ 32 ] |
| AACTA   | 2020 | «Блуи»                 | Лучшая детская программа | Победа    | [ 33 ] |
| AACTA   | 2021 | «Блуи»                 | Лучшая детская программа | Победа    | [ 34 ] |
| AACTA   | 2022 | «Блуи»                 | Лучшая детская программа | Победа    | [ 35 ] |